# Kurzelowa Mała
Kurzelowa Mała (ukr. Мала Кужелівка) – wieś nad Uszycą na Ukrainie (rejon dunajowiecki, obwód chmielnicki), liczy 285 mieszkańców.
Urodził się tu Michał Wilczewski – polski nauczyciel, kapitan piechoty Wojska Polskiego, cichociemny.